# Expedició Drake-Norris del 1589
L'Armada anglesa (també coneguda com a Contraarmada o expedició Drake-Norris) va ser una flota de vaixells enviats a la costa ibèrica per la reina Elisabet I d'Anglaterra el 1589, durant la Guerra angloespanyola de 1585–1604. Va ser liderada per l'almirall Sir Francis Drake i el general Sir John Norreys, i va fracassar a garantir per a Anglaterra l'avantatge estratègic obtingut amb la dispersió de l'Armada Invencible l'any anterior. La campanya va resultar en derrota i finalment en una retirada amb importants pèrdues tant en vides com en embarcacions.

## Propòsits i planificació
Les intencions de la reina Elisabet eren aprofitar-se de la debilitat provisional d'Espanya a la mar després d'haver repel·lit reexidament l'Armada espanyola i obligar Felip II a demanar la pau. No era una qüestió simple, i l'expedició tenia tres propòsits clars: cremar la flota atlàntica espanyola, entrar per terra a Lisboa i allà fomentar una rebel·lió contra Felip II, i llavors continuar cap al sud i establir una base permanent a les Açores. Un altre propòsit era capturar la flota del tresor espanyola quan aquesta tornés d'Amèrica fins a Cadis, tot i que això depenia en gran part de l'èxit de la campanya de les Açores.
El càlcul crític es basava en una anàlisi feta sobre la política portuguesa. L'imperi portuguès incloïa el Brasil i les Índies Orientals, entre altres àrees, i posts comercials a l'Índia i Xina. En assegurar-se el suport de la corona portuguesa, Elisabet esperava sotmetre el poder espanyol a Europa i obrir per als seus favorits les rutes comercials que aquestes possessions controlaven.
Era una proposta difícil, perquè l'aristocràcia nacional de Portugal havia acceptat Felip II com el seu rei el 1580. El pretendent al tron, António, prior de Crato –últim hereu supervivent de la Dinastia Avís– no havia pogut establir un govern efectiu a l'exili a les Açores, i es va adreçar cap a l'Anglaterra a la recerca d'auxili. Però no era una figura carismàtica, i amb la seva causa compromesa per la seva il·legitimitat, feia front a un oponent amb, potser, l'elecció encertada, als ulls dels nobles portuguesos de les Corts, Caterina, duquessa de Bragança.

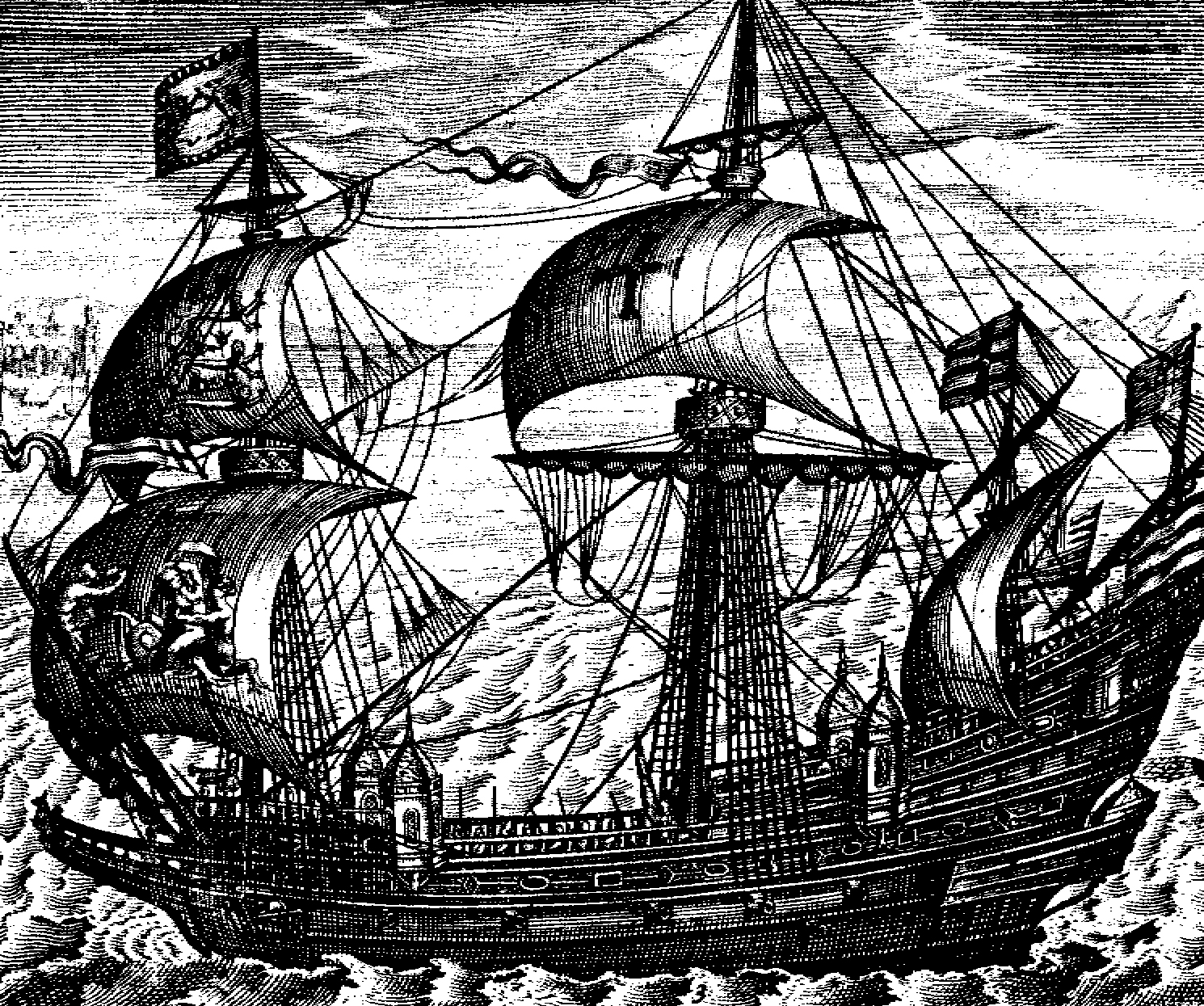
Galió anglès Ark Royal de 1587.

La complexa política no va ser l'únic inconvenient per a l'expedició. Igual que la seva predecessora espanyola, l'Armada anglesa patia d'una planificació massa optimista, basada en esperances de repetir l'èxit de la incursió de Drake a Cadis el 1587. Es donava una contradicció fonamental entre els plans separats, cadascun dels quals era molt ambiciós per dret propi. Però la necessitat més urgent era la destrucció de la flota espanyola de l'Atlàntic als ports de La Corunya, Sant Sebastià i Santander al llarg de la costa nord d'Espanya, tal com havia ordenat directament la reina.
L'expedició es va constituir com una societat anònima, amb un capital de prop de 80.000 £ - una quarta part provinent de la reina, una vuitena part dels neerlandesos i la resta compensada per diversos nobles, mercaders i gremis. Diversos aspectes relacionats amb la logística i el mal temps van retardar la sortida de la flota, i la confusió va créixer mentre s'esperaven al port. Els neerlandesos no havien proveït els vaixells de guerra promesos, ja s'havien consumit un terç dels queviures, i el nombre de soldats veterans era només de 1.800, mentre que les files de voluntaris havien augmentat el contingent previst de tropes de 10.000 a 19.000. La flota també no tenia canons de setge i cavalleria –elements que s'havien posat de manera pròdiga en l'expedició d'Armada espanyola de l'any anterior– la qual cosa suscità seriosos dubtes sobre les intencions dels responsables pels preparatius.

## Execució del pla
La flota anglesa va partir de Plymouth el 13 d'abril de 1589. En sortir, la flota consistia en 6 galions reIals, 60 vaixells mercants anglesos, 60 urques holandeses i unes 20 pinasses, a més de dotzenes de barcasses i llanxes. En total, entre 170 i 200 naus, molt més nombrosa que l'Armada Invencible, composta per entre 121 i 137 vaixells. A més de les tropes de terra, van embarcar 4.000 mariners i 1.500 oficials. El nombre total de combatents, entre mariners i soldats, va ser comptabilitzat abans de salpar en 27.667 homes. Emulant la tàctica utilitzada l'any anterior davant els espanyols, Drake va dividir la seva flota en 5 esquadrons, comandats respectivament per ell (al Revenge), Norreys (Nonpareil), el germà de Norreys, Edward (Foresight), Thomas Fenner (Dreadnought) i Roger Williams (Swiftsure). Juntament amb ells, i en contra de les ordres de la reina que havia prohibit expressament la seva assistència a la campanya, navegava el favorit d'Elisabet I: el comte d'Essex, Robert Devereux.

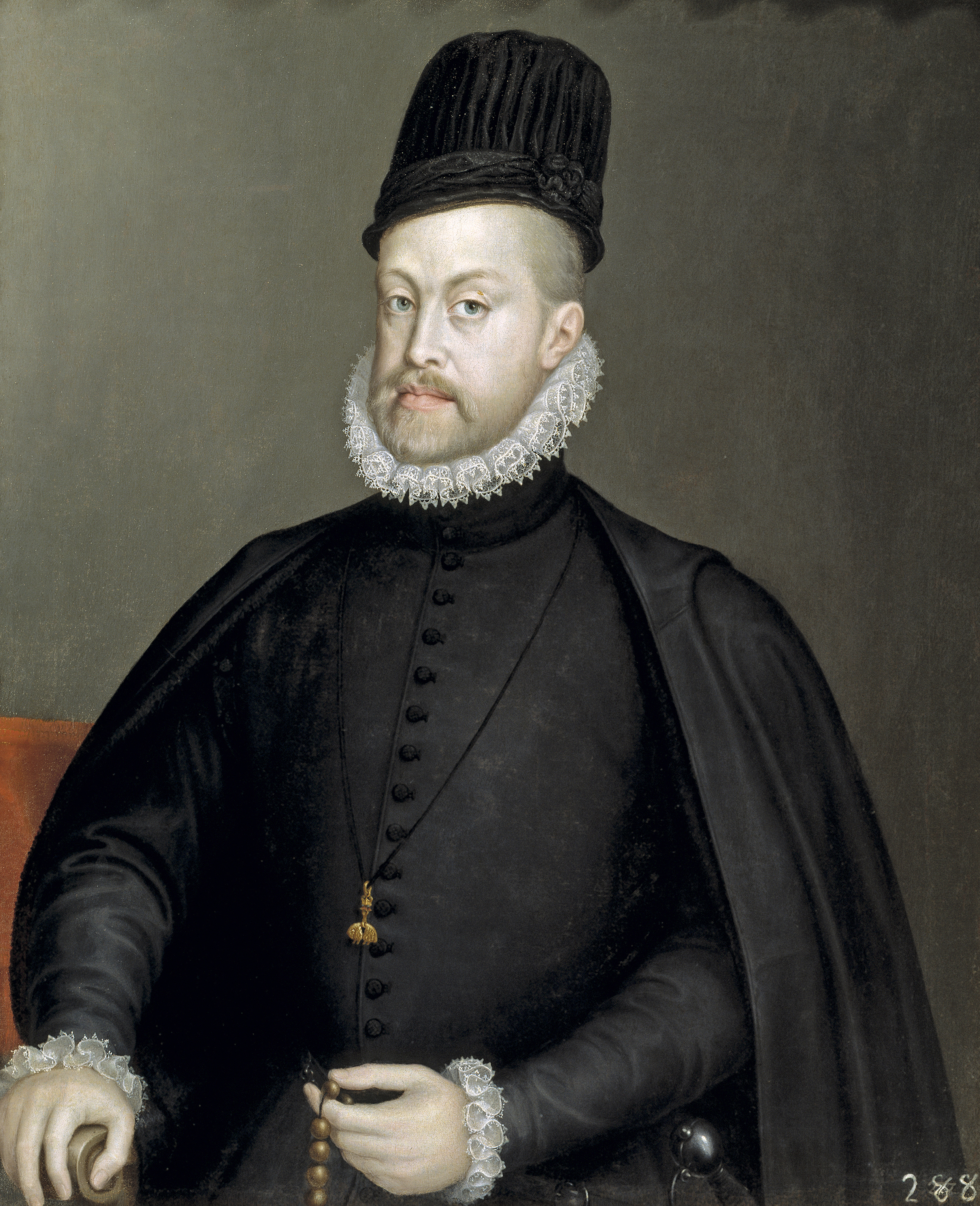
Felip II de Castella.

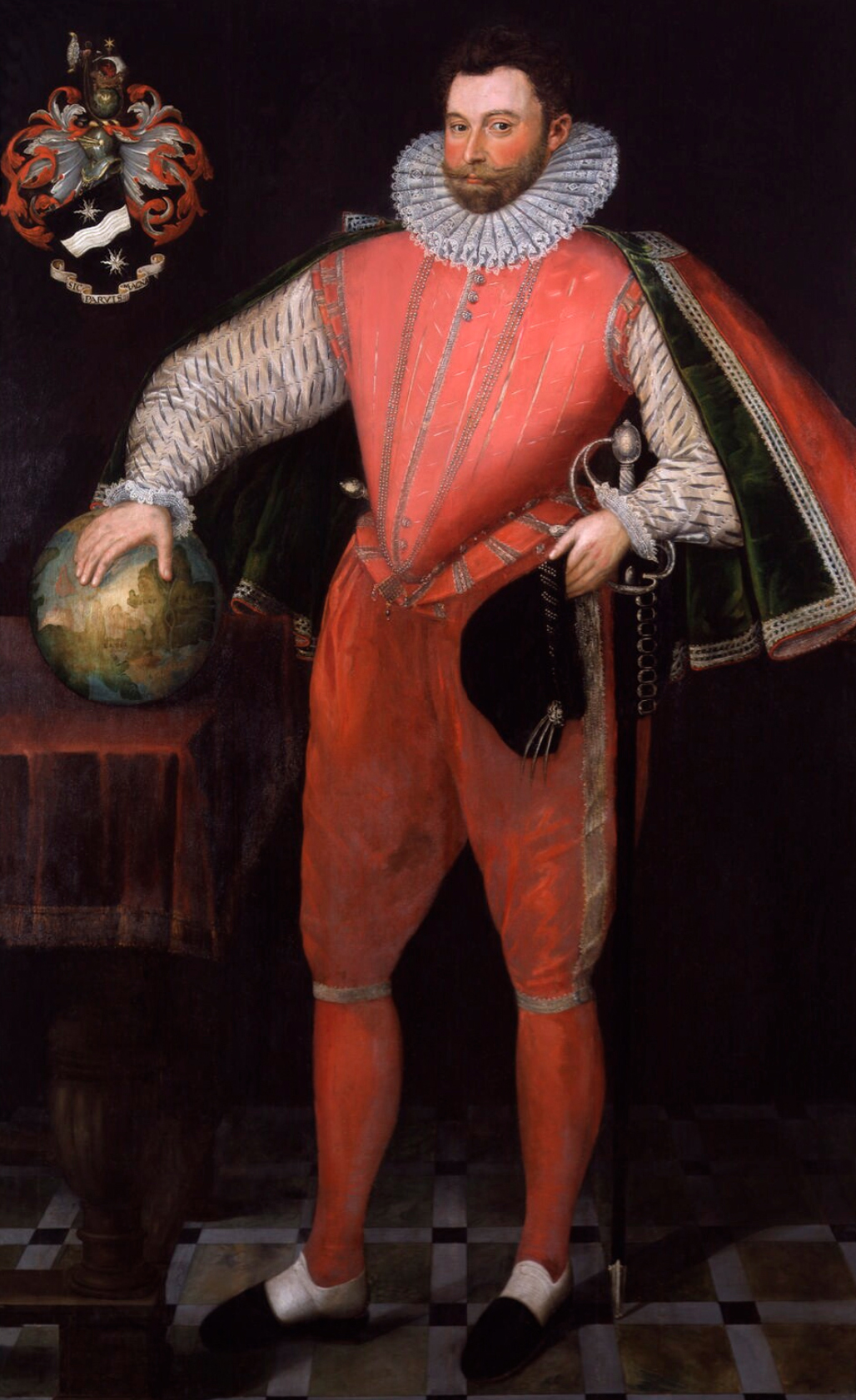
Sir Francis Drake (cap a 1581). Va ser considerat com un pirata per les autoritats espanyoles, mentre que a Anglaterra se'l va valorar com corsari i se'l va honrar com a heroi. Certament, de vegades va actuar com a pirata i altres com a corsari.

La majoria dels vaixells perduts en l'expedició de 1588 havien estat mercants armats de Felip II, mentre que el nucli de l'armada –els galions de la flota de l'Atlàntic de l'Armada Espanyola– van sobreviure al seu viatge a casa i van atracar a ports atlàntics d'Espanya per a una reparació, on s'hi estaven des de feia mesos, vulnerables als atacs.
Retards imprevistos i un temor a veure confinat al Golf de Biscaia van dur Drake a eludir Santander, on s'estava duent a terme la major part d'aquest recondicionament, i en lloc d'això va atacar La Corunya a Galícia. Norreys va prendre la ciutat baixa, va matar 500 espanyols, i van saquejar els cellers de vi, mentre que Drake va destruir 13 vaixells mercants al port. Durant les pròximes dues setmanes, el vent bufava de l'oest, i a l'espera d'un canvi els anglesos es van ocupar en un setge de la ciutat alta fortificada de La Corunya. Un parell de galeres espanyoles va passar al costat de la flota anglesa i repetidament reabastiren els defensors, i al final, amb un vent favorable de tornada, l'anglès va abandonar el setge, després d'haver perdut quatre capitans i diversos centenars de soldats en els combats, juntament amb altres 3.000 membres en 24 dels transports, entre ells molts dels holandesos, que van trobar raons per tornar a Anglaterra o anar a La Rochelle. Els que es van quedar despresos van girar la seva atenció, primer a Puente de Burgos, on Norreys va obtenir una victòria modesta, a continuació, a Lisboa.
Es deia que Lisboa estava defensada per una guarnició de desafectes, però mentre que els anglesos es van ensangonar a si mateixos a La Corunya, els espanyols va passar quinze dies crucials apuntalant les defenses de Portugal. Quan Norreys es va acostar a la ciutat, l'aixecament que s'esperava no va arribar i poc es va aconseguir. Drake va prendre l'oportunitat el 30 de juny d'apoderar-se d'una flota de 20 vaixells francesos i 60 vaixells hanseàtics, que havien trencat el bloqueig anglès en el comerç amb Espanya, navegant al voltant del nord d'Escòcia només per arribar abans que els canons anglesos a la desembocadura del Tajo. Aquest setge, assenyala RB Wernham, 'fou con un vent favorable per als preparatius espanyols', però més tard es va requerir una justificació impresa públicament, una "Declaració de Causes", de la mateixa impremta de la Reina, ja que, sense botí, ella i els seus socis inversors anglesos feien front a pèrdues considerables.
Els anglesos va assestar un nou cop als preparatius de l'Armada espanyola i el seu subministrament d'aliments mitjançant la destrucció dels graners de Lisboa, però tot i les bravates d'Essex, que va posar una espasa a les portes de la ciutat amb un desafiament per als defensors, els anglesos no podien prendre Lisboa sense artilleria o sense atreure el suport portuguès. L'alçament que s'esperava no es va arribar a produir, en part a causa de l'absència de Drake, atès que les forces de terra i les forces navals s'havien dividit i havien perdut el contacte després del desembarcament a Peniche (a Portugal), i els defensors no s'arriscarien a la batalla.

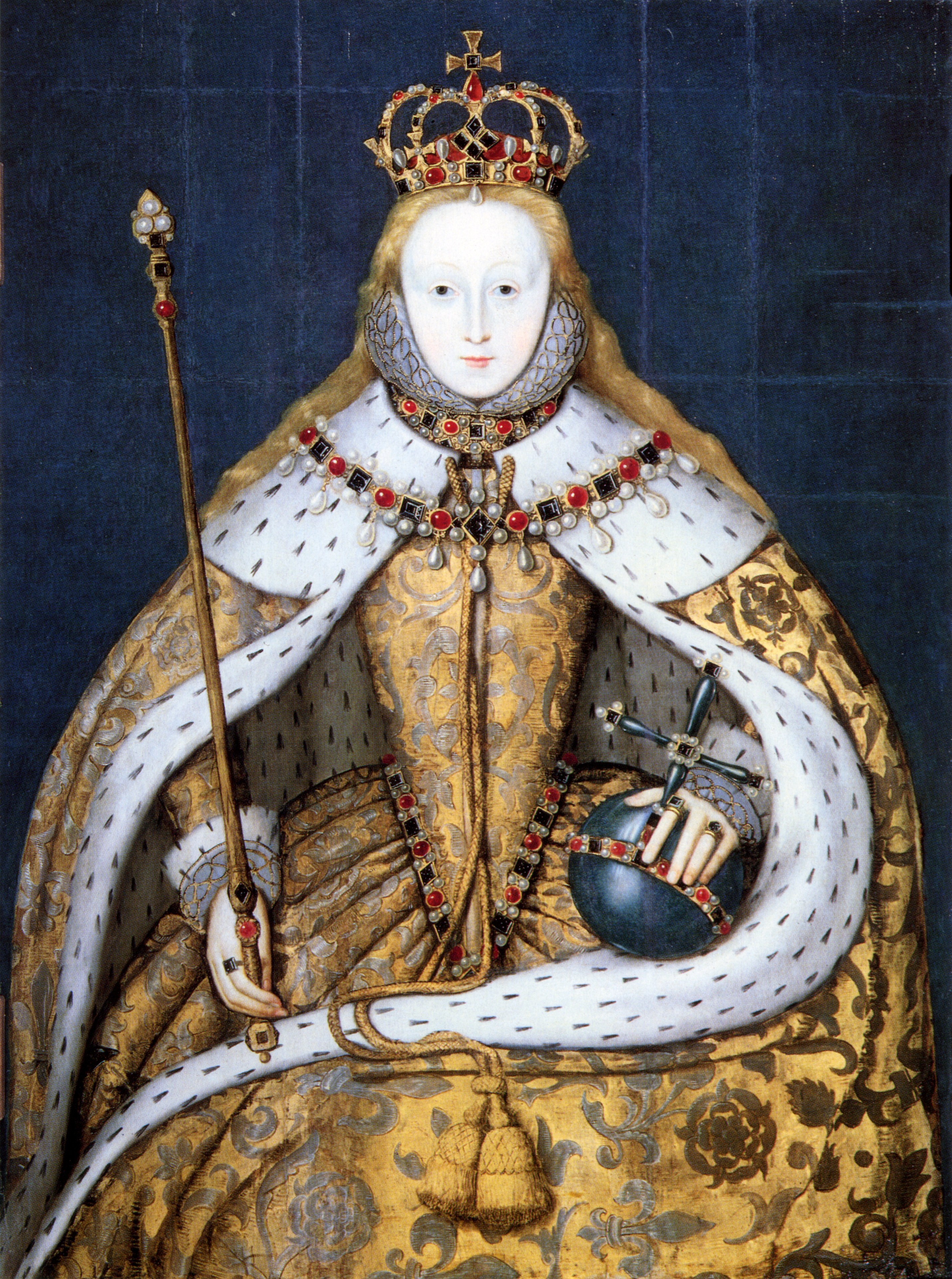
Elisabet I d'Anglaterra.

Essex va rebre ordres d'Elizabet perquè tornés a la cort, juntament amb la seva negativa a enviar reforços o maquinària de setge, atès que la reina no tenia ganes de portar el pes principal de la guerra terrestre a Portugal. Per tant, es va decidir concentrar-se en el tercer objectiu de l'expedició, l'establiment d'una base permanent a les Açores. Però la campanya s'havia cobrat el seu preu. Les forces de Drake havien enxampat inicialment les autoritats espanyoles amb la guàrdia baixa, però Espanya ja havia preparat les seves defenses i els anglesos s'estaven desgastant i patien cada cop més a causa de les malalties. Dos vaixells mercants armats van ser sorpresos fora de Lisboa per nou galeres espanyoles, comandades per Alfonso Bazán. Un d'ells, el 'William', va ser salvat pel HMS Revenge després d'haver estat abandonat per la seva tripulació, però la nau no tenia prou tripulació per navegar lluny després de la batalla i va haver de ser enfonsat. L'altra nau estava en flames després d'una llarga lluita i finalment es va enfonsar juntament amb el seu capità. Un dels tres vaixells que transportaven el complement del William va ser enfonsat amb tota la seva tripulació després de ser atacat pels vaixells de guerra espanyols.
Aviat es va entendre que qualsevol intent de desembarcar a les Açores no era possible, i Drake va fer un últim intent per recuperar la missió. En aquest punt, la majoria dels homes estaven fora de combat i només 2.000 eren aptes per a ser aplegats. El mal temps també havia danyat un seguit de naus. Mentre Norreys navegava cap a casa amb els malalts i ferits, Drake va fer una tria del que li quedava i va partir amb 20 vaixells a la caça de la flota del tresor. Va ser colpejat per una altra forta tempesta i va ser incapaç de dur a terme fins i tot aquesta tasca, i mentre Porto Santo, a Madeira, era saquejada, el seu vaixell insígnia, el Revenge, es feu escàpol i gairebé es va enfonsar mentre conduïa a la resta de la flota de retorn a casa, a Plymouth.
Sense comptar les 18 llanxes destruïdes o capturades a La Corunya i Lisboa, la flota dels anglesos va perdre prop de 40 vaixells. Catorze d'ells es van perdre directament a les accions de les forces navals espanyoles: tres a La Corunya, sis es van perdre a les accions dirigides per Padilla, tres a Bazán i dos a Aramburu. La resta es van perdre en tempestes quan la flota va fer el seu viatge de tornada. El brot de la malaltia a bord es va transmetre a les poblacions de la zona del port a Anglaterra. Cap dels objectius de la campanya es va dur a terme i durant molts anys el resultat desencoratjà noves aventures o accions conjuntes a aquesta escala. Els anglesos van patir fortes pèrdues de vaixells, homes i recursos, però només va portar 150 canons capturats i 30.000 £ de saqueig. L'únic èxit va ser, potser, una interrupció temporal de la navegació espanyola i el desviament induït de recursos espanyols que podrien haver contribuït a un motí de les forces espanyoles comandades per Parma a Flandes aquell agost.

## Conseqüències

Mapa de l'expedició Drake-Norris al nord de la Península Ibèrica

Amb l'oportunitat de donar un cop decisiu contra el debilitat marina espanyola perduda, el fracàs de l'expedició exhaurí encara més el tresor de la corona que havia estat restaurat amb tanta cura durant el llarg regnat d'Elisabet I. La guerra angloespanyola guerra va ser molt costosa per a tots dos bàndols, i la mateixa Espanya, que també sostenia una lluita contra França i les Províncies Unides, va haver d'incomplir els seus pagaments del deute en 1596, després d'una altra incursió a Cadis. El 1595 els espanyols feren una incursió a Cornualla, a l'oest d'Anglaterra. El 1596 i 1597 dues armades més van ser enviades per Espanya però ambdues van ser dispersades per les tempestes. No obstant això, el fracàs de l'Armada Anglesa fou un punt d'inflexió, i la sort de les diverses parts d'aquest complicat conflicte fluctuà fins que es va acordar la pau amb la signatura del Tractat de Londres el 1604.